# Asperula karategini
Asperula karategini är en måreväxtart som beskrevs av M.G. Pachomova och Karim. Asperula karategini ingår i släktet färgmåror, och familjen måreväxter. Inga underarter finns listade i Catalogue of Life.